# Gabriel (anjo)
Gabriel (em hebraico גַּבְרִיאֵל, no hebraico moderno Gavriʼel, no hebraico tiberiano Gaḇrîʼēl; em latim Gabrielus; em grego Γαβριήλ, transl. Gabriēl; em árabe جبريل, trans. Jibrīl ou جبرائيل, transl. Jibrail; todos do aramaico Gabri-el, "homem forte de Deus") é, nas religiões abraâmicas, um anjo que serve como mensageiro de Deus. Aparece pela primeira vez numa menção no Livro de Daniel, na Bíblia hebraica. Em algumas tradições é tido como um dos arcanjos, noutras como anjo da morte.
Com base em duas passagens do Evangelho segundo Lucas, diversos cristãos e muçulmanos Gabriel teria anunciado os nascimentos de João Batista e Jesus. O Islã, além disso, acredita que Gabriel teria sido o meio pelo qual Deus optou por revelar o Corão a Maomé, e que através dele teria enviado uma mensagem para a os profetas revelando-lhes suas obrigações. É conhecido como o chefe dos quatro anjos favorecidos, e o espírito da verdade, e em certas crenças seria uma personificação do Espírito Santo. Gabriel também é mencionado na fé Bahá'í, especificamente na obra mística de Bahá'u'lláh, Sete Vales.

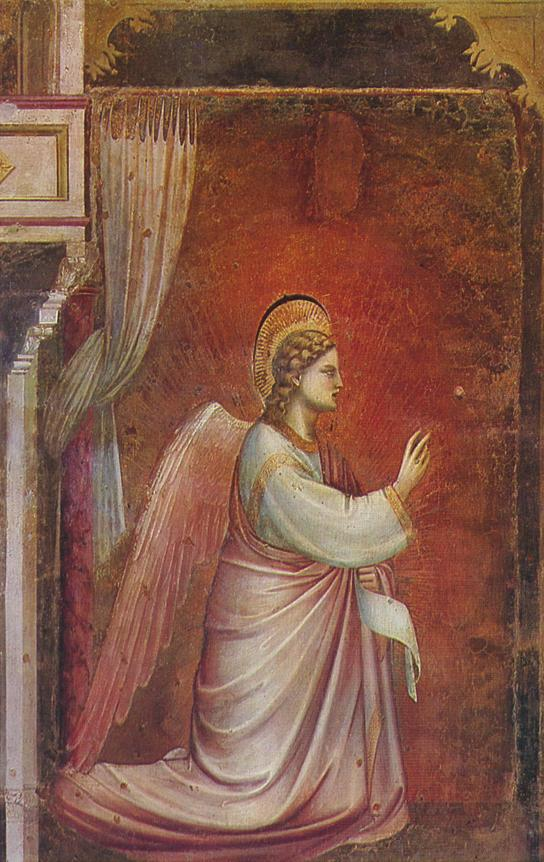
Anjo Gabriel, por Giotto di Bondone

É citado várias vezes na Bíblia; foi ele que anunciou ao profeta Daniel a sucessão de potências mundiais, bem como a vinda do Messias. Disse o profeta: «Apareceu Gabriel da parte de Deus e me falou: dentro de setenta semanas aparecerá o Santo dos Santos.» (Daniel 9:24–26)
Ao anjo Gabriel foi confiada a missão mais alta que jamais havia sido confiada a alguém: anunciar o nascimento do Filho de Deus. Por isso, é muito admirado desde a antiguidade. O termo de apresentação quando apareceu a Zacarias para anunciar-lhe que ia ter por filho João Batista foi este: "Eu sou Gabriel, o que está na presença de Deus." (Lucas 1:19)
São Lucas disse: "Foi enviado por Deus o anjo Gabriel a uma cidade da Galileia, a uma virgem chamada Maria, e chegando junto a ela, disse-lhe: 'Salve Maria, cheia de graça, o Senhor está contigo'. Ela ficou confusa, mas disse-lhe o anjo: 'Não tenhais medo, Maria, porque estais na graça do Senhor. Conceberás um filho a quem porás o nome de Jesus. Ele será filho do Altíssimo e seu Reino não terá fim'". (Lucas 1:26-38)
Segundo a tradição, os arcanjos são os mensageiros (em grego "archangélos") de Deus das Boas Novas, nos ajudam a dar bom rumo e direção à nossa vida, nos dão compreensão e sabedoria. É a ele que recorrem os que necessitam desses dons.
Segundo a religião islâmica, ao anjo Gabriel foi atribuída a revelação do Corão ao profeta Mohammad (ou Maomé), o que teria ocorrido em uma ocasião em que Mohammad orava e meditava em uma montanha em Meca. Com base nas revelações desse episódio, Maomé teria começado sua saga de divulgação das obras de Deus, no que viria a ser o Islamismo.

## O Arcanjo Gabriel nas maiores religiões
- No Cristianismo, ele é descrito como mensageiro que assiste diante de Deus. No livro de Daniel, ele ajuda o profeta a compreender as profecias sobre os últimos dias. No evangelho de Lucas, anuncia os nascimentos de João Batista e Jesus Cristo.

- No Islã, ele é o “espírito repleto de Fé” que dita o Corão a Maomé.

- No Judaísmo, ele é o Príncipe do fogo, aquele que destrói as cidades decadentes de Sodoma e Gomorra.